# Jerónimo de Villaizán
Jerónimo de Villayzan o Villaizán y Garcés (Madrid, bautizado el 9 de junio de 1604 - íd., 1633), dramaturgo del Siglo de Oro, de la escuela dramática de Lope de Vega.

## Biografía
Era hijo del boticario Diego de Villaizán y de su esposa Jerónima de Gamarra. Estudió Leyes en Salamanca y se licenció antes de 1630; para esa fecha ya tenía alguna fama: el relacionero Cristóbal de Lazárraga o Lazarraga escribe de él en 1630 que era "posgraduado ilustre y poeta conocido". Estuvo un tiempo en Segovia y fue amigo del escritor Alonso Jerónimo de Salas Barbadillo, con quien se carteaba; al parecer se doctoró en leyes (aunque su amigo Lope lo llama "licenciado" en su Elegía...) y marchó a Madrid, pues lo nombraron abogado de los Reales Consejos (¿1630- 1631?). Se casó allí con Francisca de Valdés el 10 de febrero de 1631, y tuvo un hijo de su mismo nombre al año siguiente. El estreno de sus comedias en los corrales madrileños le dio tal fama que el propio rey Felipe IV, aficionado al teatro (y a las actrices) mandó hacer un pasadizo al Corral de la Cruz para verlas discretamente desde su aposento, según refiere Elisa Domínguez de Paz.
A pesar de su muerte en muy temprana fecha, lamentada por su amigo Lope de Vega en una larga Elegía de 76 tercetos impresa como pliego suelto, donde se desarrolla el tema estoico de la brevedad de la vida, escribió bastantes piezas teatrales, de las cuales solamente quedan seis, alcanzó mucho renombre y fue no poco alabado por sus contemporáneos, y no solo por Lope, sino también por Baltasar Gracián, Juan Pérez de Montalbán y Álvaro Cubillo de Aragón, pero también fue algo envidiado; el dramaturgo Antonio Hurtado de Mendoza, poeta áulico y más que hábil cortesano, lo llamaba "el hijo de boticario". También se receló del éxito de sus obras, pues mucho público noble acudía sabedor de la amistad que mantenía con el Rey, quien asistía "de incógnito" a todas ellas. Las obras que nos han quedado son Ofender con las finezas, Sufrir más por querer más, A gran daño gran remedio, Transformaciones de amor, Venga lo que viniere...; muchas otras le han sido atribuidas con menos seguridad. Juan Pérez de Montalbán le plagió una obra, como descubrió Quevedo en su La Perinola.

## Obras
- Venga lo que viniere, 1624, autógrafo (Valencia, 1636)
- “Sol y Apolo una persona” (décima), en Pedro de Castro y Anaya, Auroras de Diana, Madrid, 1632
- “Iras son todas, nada escarmiento” (soneto), en J. de Quiñones, El Monte Vesuvio, s. l. 1632
- Sufrir más por querer más, Zaragoza, 1632
- Ofender con las finezas, c. 1632 (Zaragoza, 1636)
- Más valiera callarlo que decirlo, Lisboa, 1649
- Transformaciones de amor, Zaragoza, 1650
- A gran daño, gran remedio, Madrid, 1652
- “Romance de Villaizán a un pensamiento”, en J. Alfay, Poesías varias de grandes ingenios españoles, Zaragoza, 1654.
- De un agravio tres venganzas, no conservada, pero elogiada por Fabio Franchi en su "Ragguaglio di Parnaso", o 'Gaceta del Parnaso', inserta en las Essequie poetiche overo Lamento delle Muse italiane in morte del Sig. Lope de Vega... (Venecia: G. Imberti, 1636).

## Fuente
- Arellano, Ignacio, Historia del teatro español del siglo XVII. Madrid: Cátedra, 1995.
- «Apuntes sobre la vida y obra de Jerónimo de Villayzan y Garcés», en Hispanófila, 13, 3, 1961.
- F. M. Inserni, Vida y obra de Jerónimo de Villayzan, Barcelona, 1960.

- Datos: Q5929679
- Multimedia: Jerónimo de Villaizán / Q5929679